# Carlos de Oliveira
Pour les articles homonymes, voir Oliveira.
Carlos de Oliveira (né le 10 août 1921 à Belém, au Brésil – mort le 1er juillet 1981 à Lisbonne) est un poète et écrivain portugais. Il est né dans une famille d’immigrants portugais qui est retournée dans son pays d’origine en 1923.
Diplômé de l’université de Coimbra en histoire et en philosophie en 1947, il s’installe définitivement à Lisbonne l’année suivante. À cette époque, il noue une amitié avec Joaquim Namorado, João Cochofel et Fernando Namora. Son roman Alcateia est victime de la censure du régime de l’Estado Novo.
Il participe à l'adaptation de son roman Uma Abelha na Chuva par Fernando Lopes en 1972.

## Œuvres

### Poésie
- Turismo (1942)
- Mãe Pobre (1945)
- Descida aos Infernos (1949)
- Terra de Harmonia (1950)
- Cantata (1960)
- Sobre o Lado Esquerdo (1968)
- Micropaisagem (1969)
- Entre Duas Memórias (1971)
- Pastoral (1977)
- Trabalho Poético (1977–78)

### Romans, récits et nouvelles
- Casa na Duna (1943) La Maison sur la dune, traduit par Françoise Laye, Paris, José Corti, coll. « Ibériques », 2007
- Alcateia (1944)
- Pequenos Burgueses (1948) Petits Bourgeois, traduit par Adrien Roig, Paris, José Corti, coll. « Ibériques », 1991
- Uma Abelha na Chuva (1953) Une abeille dans la pluie, traduit par Adrien Roig, Paris, José Corti, coll. « Ibériques », 1989
- Finisterra (1978) Finisterra : paysage et peuplement, traduit par Ingrid Pelletier, Albi, Éditions Passage du Nord-Ouest, 2003

### Chronique
- O Aprendiz de Feiticeiro (1971)

## Source
- (en) Cet article est partiellement ou en totalité issu de l’article de Wikipédia en anglais intitulé « Carlos de Oliveira » (voir la liste des auteurs).